# Жуманов, Евгений Нуриевич
Евге́ний Нури́евич Жума́нов (р. 9 июля 1964 года) — казахстанский актёр театра, кино и дубляжа, театральный режиссёр и телеведущий. Лауреат Государственной молодежной премии «Дарын». Заслуженный деятель Казахстана (2016).

## Биография
Родился в 1964 году в Павлодаре. Работал в Павлодарском областном театре драмы имени А. П. Чехова.
1988—1989 годы — актёр Уральского областного русского театра драмы имени А. Н. Островского.
1989—1996 годы — актёр Государственного академического русского театра драмы имени М. Ю. Лермонтова.
1996—2012 годы — актёр Государственного академического русского театра для детей и юношества имени Н. Сац.
2013—2014 годы — художественный руководитель, актёр, режиссёр театра «Жас Сахна», созданного в Алма-Ате в 2012 году в память о режиссёре и актёре Байтене Омарове.
В 2013 году окончил факультет театра, кино и телевидения Казахского национального университета искусств. После дипломной постановки дебютировал как режиссёр в театре «Жас Сахна», поставив спектакль «Косметика врага» по пьесе Амели Нотомб.

## Роли в театре
| Год  | Название                                                   | Роль                           |
| ---- | ---------------------------------------------------------- | ------------------------------ |
| 1991 | А. Камю «Калигула»                                         | Калигула                       |
| 1991 | Д. Кесселринг «Мышьяк и старинное кружево»                 | Джонатан                       |
| 1993 | В. Гюго «Собор Парижской Богоматери»                       | Клод Фролло                    |
| 1994 | А. Островский «Гроза»                                      | Тихон                          |
| 1996 | У. Шекспир «Гамлет»                                        | Розенкранц                     |
| 1996 | А. Пушкин «Зависть»                                        | Сальери                        |
| 1997 | М. Булгаков «Белый крест»                                  | Студзинский                    |
| 1997 | П. Мериме «Страсть»                                        | Хозе Наварра                   |
| 1998 | А. Мариенгоф «Шут Балакирев»                               | Щербавый                       |
| 1999 | В. Балашов «Святому братству верен я…»                     | Чаадаев                        |
| 2000 | И. Симонова «Отпустите меня в Джунгли…»                    | Акела                          |
| 2001 | Н. Коляда «Закулисный роман»                               | Леонид                         |
| 2002 | Ю. Пронин «Шутейная потеха» (по мотивам сказок Б. Шергина) | Царь                           |
| 2005 | У. Шекспир «Двенадцатая ночь»                              | Мальволио, управитель у Оливии |
| 2006 | В. Токарева «Талисман»                                     | Взрослый человек.              |
| 2007 | И. Бабель «Закат»                                          | Мендель Крик                   |
| 2008 | А. Камю «Падение» (моноспектакль)                          | Жан-Батист Кламанс             |
| 2012 | Л. Лунари «Справочник Сингапура»                           | Командор                       |
| 2014 | А. Нотомб «Косметика врага»                                | Жером Ангюст                   |

## Роли в кино
| Год       | Название                              | Роль            |
| --------- | ------------------------------------- | --------------- |
| 1996-2000 | «Перекрёсток» (сериал)                | Шамиль Байжанов |
| 2002      | «Свободная женщина» (сериал)          | Руслан          |
| 2003      | «Каждый взойдет на Голгофу»           | «Паук»          |
| 2003      | «Свободная женщина-2» (сериал)        | Руслан          |
| 2011      | «К вам едет доктор Ахметова» (сериал) | Аскар           |
| 2012      | «Сердце моё — Астана»                 | Павел Салахов   |
| 2012      | «Одноклассники» (сериал)              |                 |
| 2013      | «История одной старушки»              |                 |

## Озвучивание
| Год  | Название                                   | Роль                            |
| ---- | ------------------------------------------ | ------------------------------- |
| 1990 | «Фара»                                     | Баха (роль Бопеша Жандаева)     |
| 2008 | «Мустафа Шокай»                            | Керенский (роль Алексея Шемеса) |
| 2009 | «Жиде. Нежданная любовь»                   | Гера-ага (роль Жерара Депардье) |
| 2013 | «Ер Тостик и Айдахар» (анимационный фильм) | Черепашка                       |
| 2023 | «Русалочка»                                | Угрюмус (роль Арта Малика)      |

## Работы на телевидении
- 2001—2004 — «Кто возьмёт миллион?» (КТК)[3]
- «Быстро и вкусно с Евгением Жумановым»

## Награды и премии
- Государственная молодежная премия «Дарын» Правительства РК;
- Лауреат Национальной премии «Алтын Адам» (Выбор года) в номинации «Лучший актёр 2000 года» (2000)[4].;
- 2016 (5 декабря) — почётное звание «Қазақстанның еңбек сіңірген қайраткері» (Заслуженный деятель Казахстана).